# Расулев, Уткур Хасанович
Уткур Хасанович Расулев (11 июля 1939 — 4 мая 2021) — советский и узбекский физик, директор Института электроники АН Узбекской ССР / АН Узбекистана (1985—2007), член-корреспондент АН Узбекской ССР (1984), академик АН РУз (1995).

## Биография
Родился 11 июля 1939 года в Ташкенте в семье служащего.
Окончил Среднеазиатский государственный университет, физический факультет (1961).
Работал младшим и старшим научным сотрудником в институте физики и техники АН Узбекской ССР (1962−1967), в институте электроники (1967−1969), в институте физики и техники имени Иоффе АН СССР (1965−1981).
С 1981 г. заведующий лабораторией института электроники АН Узбекистана, в 1985—2007 гг. директор института.
Диссертации:
- Поверхностная ионизация многоатомных частиц : диссертация … кандидата физико-математических наук : 01.00.00. — Ленинград, 1968. — 152 с. : ил.
- Поверхностная ионизация органических соединений и её приложения : диссертация … доктора физико-математических наук : 01.04.04. — Ленинград, 1979. — 418 с. : ил.

Автор научных работ в области физической электроники и химии поверхности твёрдых тел. Открыл новое направление эмиссионной электроники: взаимодействие многоатомных молекул с поверхностью твёрдого тела и поверхностную ионизацию таких частиц, нашёл способ ионизации органических и биоорганических соединений и изучил закономерности этого явления.
Избирался депутатом Олий Мажлиса (1995−1999).
Лауреат Государственной премии СССР (1988, в составе коллектива) — за цикл работ «Исследование процессов термической десорбции нейтральных и заражённых частиц на поверхности твёрдых тел» (1965—1984). Награждён медалью Шухрат (1994) и орденом Мехнат шухрати (18.12.2003).
Умер 4 мая 2021 года.